# Manfred Fock
Manfred Thorsten Fock (* 24. März 1943 in Kiel) ist ein deutscher Pianist und Musikpädagoge.

## Leben
Manfred Fock erhielt seinen ersten Klavierunterricht von Marianne von Gynz-Rekowski, seinen ersten Klavierabend gab er 1959 in Kiel. Kurz danach konzertierte er mit dem Philharmonischen Orchester Kiel mit Schumanns Klavierkonzert. Nachdem er an der Christian-Albrechts-Universität zu Kiel Musikwissenschaft und Philosophie studiert hatte, begann er als Stipendiat der Studienstiftung des Deutschen Volkes ein Studium an der Musikhochschule Hamburg bei Robert Henry, später bei Eliza Hansen, deren Assistent er später wurde. 1971 schloss er sein Studium mit Auszeichnung ab. Meisterkurse bei Wilhelm Kempff in Positano, Nikita Magaloff in Genf und bei Sascha Gorodnitzki in Philadelphia.
Bei seinem Debüt in London wurde die Reife seines Spiels vom Daily Telegraph gelobt, und die Irish Times in Dublin nannte ihn sogar einen der besten deutschen Pianisten. Bei internationalen Wettbewerben errang Fock mehrere Preise. 1976 spielte er an sechs Abenden im Kieler Schloss sämtliche Klaviersonaten Beethovens, danach zweimal in Lübeck.
Von 1971 bis 1973 war Fock Lehrbeauftragter an der Staatlichen Hochschule für Musik Hamburg, danach an der Musikhochschule Lübeck, wo er 1980 Honorarprofessor und 1985 Professor wurde. 
Neben seinen offiziellen Aufgaben als Hochschullehrer hat Manfred Fock sich um die musikalische Ausbildung von Kindern gekümmert und wirkte als Juror beim Steinway-Wettbewerb und bei zahlreichen internationalen Wettbewerben.
Zahlreiche Konzert- und Unterrichtsreisen führten ihn nach Japan, China und Singapur. Die „Oriental Piano School“ in Shanghai verlieh ihm den Titel eines Gastprofessors. Ferner gab er Kurse am Shanghai-Konservatorium, dem China-Konservatorium in Peking und der „Academy of Fine Arts“ in Hongkong. Im Nafa-Konservatorium Singapur ist er regelmäßiger Gast. Nach seiner Pensionierung an der Musikhochschule Lübeck im Jahre 2008 widmet sich Fock zunehmend der Arbeit in Asien.
Fock hat CD-Aufnahmen mit Werken von Beethoven und Schumann eingespielt, außerdem Kammermusik zusammen mit Zakhar Bron (Violine) und Karl-Heinz Pinhammer (Gesang).